# برايان جونسون (فنان)
برايان جونسون (بالإنجليزية: Brian Johnson )‏ (و. 1947  م) هو مغني، وموسيقي، من المملكة المتحدة، وهو عضوٌ في أيه سي/دي سي.

## وصلات خارجية
- برايان جونسون على موقع IMDb (الإنجليزية)
- برايان جونسون على موقع الموسوعة البريطانية (الإنجليزية)
- برايان جونسون على موقع ميوزك برينز (الإنجليزية)
- برايان جونسون على موقع رولينغ ستون (الإنجليزية)
- برايان جونسون على موقع إن إن دي بي (الإنجليزية)
- برايان جونسون على موقع أول ميوزيك (الإنجليزية)
- برايان جونسون على موقع ديسكوغز (الإنجليزية)
- برايان جونسون على موقع قاعدة بيانات الفيلم (الإنجليزية)